# اينزو دياز
اينزو دياز (بالإسبانية: Enzo Díaz)‏ هو لاعب كرة قدم أرجنتيني، ولد في 7 ديسمبر 1995 في قرطبة في الأرجنتين. لعب مع تاليريس كوردوبا.

## وصلات خارجية
- اينزو دياز على موقع قاعدة بيانات كرة القدم.إي يو (الإنجليزية)
- اينزو دياز على موقع Soccerway.com (الإنجليزية)